# Hãng phim Phương Nam
Hãng phim Phương Nam (Phương Nam Phim hay tiếng Anh là Phuong Nam Film còn gọi tắt là Pnfilm) được thành lập vào ngày 17 tháng 4 năm 1992 là một thương hiệu trong các lĩnh vực sản xuất và phát hành phim nhựa, phim video các loại, các chương trình biểu diễn âm nhạc, nghệ thuật,...
Hãng phim Phương Nam thuộc Công ty cổ phần Văn hoá Phương Nam (trước đây tháng 2 năm 1982, công ty có tên gọi là Công ty Văn hóa Dịch vụ Tổng hợp Quận 11 được thành lập, trực thuộc phòng Văn hóa Thể thao Quận 11 và một tên gọi nữa là Xí nghiệp phim Phương Nam từ năm 1992).

## Tổng quan
Hãng bắt đầu thực hiện những chương trình ca nhạc và hài kịch dưới dạng băng hình VHS như Ca nhạc - Hài "Chuyện hai người" (1994); "Pop - Rock Sài Gòn" (1992); "Pop - Rock Hoang vắng (1993) và hai cuốn băng này là thời kỳ hoàng kim của lịch sử rock Việt, nhất là công chúng biết đến nhiều nhất là nhóm 3 con mèo và nhạc sĩ Phương Uyên, vợ chồng ca nhạc sĩ Phương Thảo, Ngọc Lễ,...
Từ năm 1995, hãng phim Phương Nam lần đầu thực hiện quay phim và ra mắt loạt phim Cổ tích Việt Nam. Trong khoảng thời gian thập niên 1990 - 2000, hãng thực hiện một số phim truyện Việt Nam, chương trình khiêu vũ thể thao, nấu ăn, trang điểm và nổi bật nhất là hãng còn phối hợp với báo Thanh Niên tổ chức loạt chương trình Duyên dáng Việt Nam (hãng ghi hình trên băng VHS và đĩa DVD ở những cuốn từ 2 tới 6) và chương trình ca nhạc,tạp kỹ thời trang Việt Nam nhớ thương năm 1997.
Hãng cũng thực hiện những cuốn video ca nhạc thiếu nhi mà sau này chuyển đổi định dạng từ băng VHS sang đĩa VCD và DVD mà nổi tiếng nhất là 3 cuốn băng nhạc thiếu nhi nước ngoài lời Việt như "Thiên thần nhỏ" (mừng Giáng sinh 1995); "10 chàng tí hon" (1996) và "Vòng tay thân ái" (1997) được trình bày bởi Đội ca Nhà Thiếu nhi Thành phố Hồ Chí Minh mà sau này trở thành những tên tuổi nổi tiếng như nhóm Mây Trắng, Mắt Ngọc, TyMyTy, bộ đôi "Tình thơ" Ngọc Linh và Diễm Quyên, Tóc Tiên và hoa hậu Thùy Lâm hồi còn nhỏ. 
Năm 1995 tới năm 2000 cũng là dấu mốc hãng và Nhà hát Hoà Bình cùng tổ chức chuỗi liveshow thiếu nhi Tuổi thần tiên (từ phần 2 tới phần 5 nhưng chỉ có mỗi Nhà hát Hoà Bình là tổ chức phần 1 năm 1994) trở thành tâm điểm của thiếu nhi Sài Gòn lúc bấy giờ, với chú mèo máy Đôrêmon do nghệ sĩ hài Xuân Hương đóng cùng với MC Thanh Bạch và nghệ sĩ Tất My Ly vai cu Tý.
Hãng phim Phương Nam đã tổ chức cùng với Đài Tiếng nói Nhân dân Thành phố Hồ Chí Minh rồi sau đó phát hành và sản xuất loạt VCD & DVD, Karaoke của chương trình Làn Sóng Xanh trong những năm 1999 (Làn Sóng Xanh Hà Nội), kế tiếp là năm 2002 (Làn Sóng Xanh - Những ca khúc và ca sỹ được yêu thích nhất), sau đó phổ biến hơn trong các năm 2003, 2004 và cuối cùng là 2005. Hãng và đài cùng thực hiện những album CD phòng thu ca nhạc với những bài hát vang bóng một thời của Làn Sóng Xanh, quy tụ những ca sĩ như Phương Thanh, Lam Trường, Hồng Nhung, Mỹ Linh, Thanh Lam, Mỹ Tâm,...
Hãng cũng thực hiện những Liveshow ca nhạc tổ chức quy mô lớn như những Liveshow của nhạc sĩ Trần Tiến, Trịnh Công Sơn và Phạm Duy, Vũ Thành An, liveshow nhạc trẻ của Mỹ Tâm (Ngày ấy và bây giờ - 2004), Tuấn Hưng, Hồ Quỳnh Hương (Tôi là sinh viên - 2006),...

## Thành tựu
Hãng phim Phương Nam đã đạt được nhiều giải thưởng giá trị như: Huy chương Bạc Liên hoan Phim Việt Nam lần thứ X (Phim tài liệu: Cô bảy Phùng Há, phim truyện Cô thủ môn tội nghiệp), Giải đặc biệt dành cho phim Thiếu nhi tại Liên hoan Phim Việt Nam lần thứ XI (loạt phim Cổ tích Việt Nam), Giải A Hội Điện Ảnh Việt Nam 1998 (phim tài liệu Bác sĩ Phượng)...đạt danh hiệu Hàng Việt Nam Chất Lượng Cao nhiều năm liền do bạn đọc báo Sài Gòn Tiếp Thị bình chọn. Năm 2012, hãng còn vinh dự được giải Cánh Diều vàng cho phim Thiên mệnh anh hùng. Phim này còn được tiếp tục nhận giải nhất hạng mục Điện Ảnh vào ngày 19 tháng 4 năm 2019.

## Phát hành phim thiếu nhi

### Super Sentai
Hãng phim Phương Nam còn là một thương hiệu hàng đầu tại Việt Nam và là đơn vị mua bản quyền, phân phối, khai thác, thuyết minh tiếng Việt và phát hành loạt series của Super Sentai do Toei Company sản xuất. Bắt đầu phát hành từ năm 2003 loạt phim Hyakujuu Sentai Gaoranger, được sản xuất dưới định dạng VCD và DVD, là loạt phim bán chạy nhất Việt Nam lúc đó. Tới năm 2007, hãng phim Phương Nam lại tiếp tục phát hành loạt phim Tokusou Sentai Dekaranger. Tiếp đó các series Sentai được phát hành là:Mahou Sentai Magiranger (2008); GoGo Sentai Boukenger (2009); Juken Sentai Gekiranger (2008); Engine Sentai Go-onger (2011); Samurai Sentai Shinkenger (2012); Tensou Sentai Goseiger (2013); sau đó chỉ phát hành DVD như loạt phim Kaizoku Sentai Gokaiger (2014) và Tokumei Sentai Go-Busters (2015). Kể từ năm 2016, hãng phim Phương Nam phối hợp cùng kênh truyền hình thiếu nhi SCTV3-Sao TV (nay là SeeTV) phát sóng Zyuden Sentai Kyoryuger, sau đó là Ressha Sentai ToQger và cuối cùng là Shuriken Sentai Ninninger. Do đó, việc sản xuất DVD, VCD Super Sentai hay phát sóng loạt phim của Super Sentai trên các kênh truyền hình đã chấm dứt.

### Robo Trái Cây
Ngoài ra, hãng phim còn lồng thuyết minh và phát hành phần 1 và phần 2 của bộ phim Robo Trái Cây.

### Một số phim truyền hình & hoạt hình khác
- Thung lũng thần kỳ
- Doraemon
- Vương quốc phù thủy
- Người máy Rockman
- Sana - Cô bé tinh nghịch
- Quái vật biến hình
- Pokémon - bửu bối thần kỳ
- Áo giáp vàng
- Hải tặc vũ trụ
- Thám tử Sherlock Holmes (Meitantei Holmes)
- 12 dũng sỹ
- Mistin và thị trấn phép thuật
- Đội cảnh sát đặc biệt
- Mumi Ở Thung Lũng Kỳ Lạ
- Chuyện Rau Quả
- SEER - Anh Hùng Vũ Trụ

## Cộng tác với các Đài Truyền hình
Hãng phim Phương Nam còn cộng tác với các Đài truyền hình như Kênh truyền hình Vĩnh Long, cho phát sóng các bộ phim hoạt hình do hãng phim Phương Nam mua bản quyền của nước ngoài, điển hình như Super Sentai. Kế tiếp là kênh thiếu nhi SaoTV thuộc Ban Biên tập Truyền hình cáp Đài Truyền hình Việt Nam. Vài năm về trước,các kênh truyền hình như HTV3, SaoTV đã mua lại bản quyền loạt phim thiếu nhi Cổ tích Việt Nam với những tập phim cũ; mà loạt phim này dưới định dạng đĩa hình VCD hay DVD chỉ vỏn vẹn có 19 cuốn. Nhận được thông tin này, bà Nguyễn Thị Ngọc Trâm - bộ phận giám sát của các chương trình do Hãng phim Phương Nam sản xuất và phát hành liền cộng tác và ký hợp đồng với kênh Truyền hình Vĩnh Long ra mắt các tập tiếp theo của loạt phim Cổ tích Việt Nam do chính bà biên tập các tập phim và giữa hai bên chi với số tiền khá lớn về tiền đầu tư quay phim, kỹ xảo. Kể từ đó,các sản phẩm phim ảnh của Hãng phim Phương Nam làm ra chỉ phát sóng trên các kênh truyền hình mà không cần phải sản xuất băng đĩa hình.
Thêm một thông tin đáng khích lệ, sau Cổ tích Việt Nam, Hãng phim Phương Nam đã và đang triển khai loạt phim cổ tích Cậu bé nước Nam, lên sóng trên kênh Truyền hình Vĩnh Long (THVL) đầu tháng 2 năm 2019. Đạo diễn Quách Khoa Nam cũng báo tin vui, ông đang bàn bạc với THVL về việc lên kế hoạch sản xuất những series phim cổ tích mới. Vị đạo diễn này cũng không giấu tham vọng trong tương lai gần có thể bắt tay thực hiện một bộ phim điện ảnh từ cổ tích Việt Nam. Sau thành công của loạt phim Cổ tích Việt Nam Cậu bé nước Nam thì hãng và Đài Truyền hình Vĩnh Long cùng thực hiện tiếp serie phim truyền hình nhiều tập mang tên Hai chàng Hảo Hớn dịp Tết Nguyên đán 2020. 

Ngày 22 tháng 11 năm 2020, hãng phim Phương Nam chính thức ra mắt bộ phim truyền hình dài 33 tập "Đường về Cồn Nảy" với sự tham gia của các diễn viên như Linh Sơn, Trúc Mây, NSƯT Công Ninh, NSND Việt Anh,... Phim được phát sóng trên kênh SCTV14 lúc 19h45 các ngày trong tuần.
Vào khoảng tháng 9 năm 2020, hãng phim Phương Nam cùng Đài Phát thanh - Truyền hình Vĩnh Long khởi quay cho bộ phim cổ tích Việt Nam mang tên "Gái khôn được chồng". Phim có sự tham gia của ca sĩ Phương Thanh, Phương Trinh Jolie, Huỳnh Đông,... Phim được phát sóng sau dịp Tết Nguyên đán 2021.. Cả 3 series phim Cậu bé nước Nam, Hai chàng hảo hớn và Gái khôn được chồng đều có tổng số tập phim là 60. Cuối năm 2021, đầu năm 2022 hãng phim Phương Nam cùng Đài phát thanh truyền hình Vĩnh Long tiếp tục bấm máy thực hiện series cổ tích mang tên Vua dế.
Nhân dịp Tết Nguyên Đán 2023, hãng cùng THVL thực hiện bộ phim truyền hình Ăn Tết miệt vườn (20 tập) của đạo diễn Quách Khoa Nam.
Lấy câu chuyện về Thắng - một kỹ sư nông lâm - sau một thời gian sống chật vật ở thành phố đã quyết định về quê mở homestay kinh doanh du lịch, Ăn Tết miệt vườn khai thác đề tài du lịch sau dịch COVID-19 đồng thời kể câu chuyện về tình làng nghĩa xóm. Hiện đoàn phim đang ghi hình ở Bến Tre, tiếp đó sẽ quay những danh lam thắng cảnh ở Vĩnh Long. Trong khi màn ảnh rộng chỉ toàn phim ngoại, vắng bóng phim nội địa, màn ảnh nhỏ cũng hiếm phim truyện Việt mới để khán giả "nhí" thưởng thức. Xuyên suốt nhiều năm qua, thiếu nhi xem "Cổ tích Việt Nam" rồi đến "Thế giới cổ tích" trên Đài Truyền hình Vĩnh Long (THVL). Năm nay, Hãng phim Phương Nam có tác phẩm "Anh hùng dế" đã hoàn thành chờ đợi để THVL phát sóng.
"Chúng tôi vẫn chưa biết bao giờ "Anh hùng dế" ra mắt khán giả bởi phải theo lịch sắp xếp của nhà đài, không biết có kịp trong hè 2023 hay không" - đại diện truyền thông của Hãng phim Phương Nam thông tin. Hãng phim Phương Nam và THVL đã phối hợp thực hiện nhiều tác phẩm cổ tích trước đó như: "Cậu bé nước Nam", "Hai chàng hảo hớn", "Gái khôn được chồng",...

## Khai thác bản quyền các ca khúc của các nhạc sỹ Việt Nam
Từ cuối năm 2014, Cục Nghệ thuật Biểu diễn cấp phép cho Hãng phim Phương Nam khai thác độc quyền 21 sáng tác của nhạc sĩ Vũ Thành An tại Việt Nam. Trước đó vào ngày 27 tháng 10 năm 2012, hãng phim Phương Nam và Nhạc Sỹ Vũ Thành An đã ký kết Hợp đồng số 212/HĐ-PNF về việc đại diện khai thác độc quyền các tác phẩm của ông. Nhưng Công ty Cổ phần Dịch vụ Phú Nhuận (Maseco) đã bị tố là vi phạm bản quyền các ca khúc do Vũ Thành An sáng tác và cho phát hành các bài hát của ông trong các đĩa DVD Karaoke.
Từ ngày 23 tháng 3 năm 2013, hãng phim Phương Nam và gia đình nhạc sỹ Phạm Duy đã nắm bản quyền các ca khúc của Phạm Duy tại Việt Nam và cấm khai thác, sử dụng các bài hát của ông tại thị trường nhạc hải ngoại.

## Thông tin khác
Bên cạnh đó, hãng phim Phương Nam còn tổ chức phát hành các album ca nhạc cho các ca sĩ, nhạc sĩ và tổ chức nhiều chương trình hội nghị khách hàng cho các công ty đa quốc gia như Prudential, Dutch Lady, Megastar Media...
Ngày hội băng đĩa Phương Nam được tổ chức định kỳ hàng năm (vừa diễn ra lần thứ 14 vào cuối năm 2016). Tuy nhiên, ngày hội chỉ mới được tổ chức một lần tại Hà Nội vào năm 2010, được truyền thông cũng như khách hàng, những người yêu nhạc, mê phim,... quan tâm và tìm mua những sản phẩm băng nhạc, phim ảnh của Hãng phim Phương Nam sản xuất và phát hành. Ngày hội đã đạt được những thành công đáng kể, hứa hẹn mang đến nhiều bất ngờ thú vị với những sản phẩm chất lượng, giá trị, có bản quyền, giá hợp lý, khan hiếm, có chữ ký của nghệ sĩ... cùng nhiều chương trình khuyến mãi "khủng" dành cho khách tham quan. Đa dạng về các hình thức sản phẩm từ sản phẩm lẻ cho đến sản phẩm bộ, từ các thể loại phổ biến như ca nhạc, phim truyền hình, phim điện ảnh trong nước, hoạt hình cho đến các thể loại độc đáo như phim nhập khẩu bom tấn, phim tài liệu - tư liệu và băng đĩa giáo dục...Tất cả sản phẩm băng đĩa sẽ được giảm từ 10 – 50% bên cạnh nhóm sản phẩm đồng giá cực "shock" từ 2.000 đồng đến 25.000 đồng. Ngoài ra, khách hàng mua sắm với hóa đơn từ 300.000 đồng trở lên sẽ được tham gia chương trình bốc thăm trúng thưởng với cơ hội trúng 100% là các sản phẩm băng đĩa có giá trị.
Hội chợ băng đĩa Phương Nam cũng sẽ bày bán các sản phẩm DVD phim truyện, phim tài liệu từ những ngày đầu tiên điện ảnh Việt Nam còn dùng phim trắng đen như: Cánh đồng hoang, Chị Tư Hậu, Ván bài lật ngửa, Vợ chồng A Phủ, Chị Dậu... cho đến những bộ phim hot nhất thời gian gần đây như: Nhà có 5 nàng tiên, Hot boy nổi loạn, Những nụ hôn rực rỡ... Tất cả các DVD phim Việt Nam, phim quốc tế nhập khẩu, combo các sản phẩm chủ đề sẽ được giảm 20% và áp dụng khuyến mãi mua 5 được giảm đến 30%.
Ngày hội băng đĩa là hoạt động giải trí do Hãng phim Phương Nam tổ chức từ năm 2009 với các mục đích tri ân khách hàng tin yêu và ủng hộ sản phẩm băng đĩa chính hãng, giới thiệu, quảng bá các sản phẩm giải trí mới, nâng cao ý thức người tiêu dùng tôn trọng bản quyền các sản phẩm nghệ thuật của nghệ sĩ, cũng như khuyến khích sử dụng các sản phẩm bản quyền chất lượng cao thông qua hình thức giảm giá "sâu" các sản phẩm. 
Bà Phan Mộng Thúy, giám đốc Hãng phim Phương Nam cho biết: "Ngành sản xuất băng đĩa tại Việt Nam đang gặp cơn khủng hoảng lớn. Số lượng phát hành và doanh thu của Phương Nam phim giảm sút liên tục trong các năm qua. Hội chợ lần này diễn ra trong 3 ngày (12-15/10) chúng tôi không kỳ vọng điều gì mà chỉ coi đây là nơi phục vụ và gặp gỡ với những khán giả còn thưởng thức nhạc bằng hình thức băng đĩa và dàn máy". Việc giảm sút của ngành là xu thế chung của thế giới, không chỉ ở Việt Nam. Ở Thành phố Hồ Chí Minh từng có ngành sản xuất băng đĩa sôi động với hơn 20 hãng sản xuất thì nay còn duy nhất Phương Nam trụ được (cũng như bên Mỹ, chỉ có 2 trung tâm băng nhạc là trung tâm Thúy Nga và Trung tâm Asia vẫn còn thịnh hành về mặt sản xuất đĩa nhạc và tổ chức các liveshow). Tuy nhiên, Hãng phim Phương Nam cũng không tránh khỏi sự giảm sút về số lượng và doanh thu. Đại diện hãng này cho biết thêm trong 9 tháng đầu năm 2017, doanh thu và số lượng đĩa phát hành của Hãng phim Phương Nam đã giảm gần 40% so với cùng năm 2016.
Lý giải về việc còn bám trụ lại được với nghề sản xuất băng đĩa trong cơn khủng hoảng, bà Phan Mộng Thúy cho rằng đó là do đơn vị có ưu thế là chuỗi bán lẻ hiệu quả gồm hệ thống nhà sách trải dài khắp cả nước. Vì vậy dù cho các cửa hàng, shop băng đĩa thu hẹp trên cả ba miền thì kênh phát hành của Phương Nam hầu như không bị ảnh hưởng.

## Địa chỉ
- Kho hàng: lầu 1, 105 Trần Hưng Đạo B, phường 5, quận 6, thành phố Hồ Chí Minh
- Cơ sở 1: 940 đường 3/2, phường 15, quận 11, thành phố Hồ Chí Minh
- Cơ sở 2: lầu 1, 212 Lý Chính Thắng, phường 9, quận 3, thành phố Hồ Chí Minh